# Jan Strzelecki (Wątróbka)
Jan Strzelecki (Wątróbka), także Jan Wątróbka ze Strzelec herbu Oksza (zm. 26 sierpnia 1493) – biskup rzymskokatolicki, arcybiskup metropolita lwowski w latach 1481–1493.

## Życiorys
Był uczestnikiem bitwy pod Warną. Po przegranej bitwie przebywał w niewoli tureckiej. Po powrocie z niewoli przyjął święcenia kapłańskie, był kanonikiem krakowskim. Od maja 1481 arcybiskup metropolita lwowski i dyplomata na dworze królewskim.